# Synode van Assen
De Synode van Assen (1926) van de Gereformeerde Kerken in Nederland werd bijeengeroepen om een beslissing te nemen over de zaak van J.G. Geelkerken, predikant te Amsterdam. In tegenstelling tot Geelkerken oordeelde de in de Zuiderkerk in Assen gehouden synode dat iedere andere dan de letterlijke opvatting van het Bijbelse verhaal van de zondeval (Genesis 3) in strijd was met de Nederlandse Geloofsbelijdenis. 
Een aantal predikanten, onder wie Geelkerken en Jan Buskes, weigerde de uitspraak te ondertekenen en werd afgezet. Zij formeerden een nieuwe kerkengroep en gingen verder als de Gereformeerde Kerken in Hersteld Verband. Deze ging in 1946 op in de Nederlandse Hervormde Kerk.